# Дорошенко, Дмитрий Иванович
Дми́трий Ива́нович Дороше́нко (укр. Дорошенко Дмитро Іванович) (8 апреля 1882—19 марта 1951) —  украинский политический деятель, историк, публицист, литературовед, библиограф. Основатель «Просвиты» на Ектеринославщине. С апреля 1917 года — краевой комиссар Галиции и Буковины. Член УПСФ, Центральной Рады. В мае-ноябре 1918 года — министр иностранных дел Украинской державы.

## Биография

### До революции
Родился в Вильно (сейчас Вильнюс). Происходил из древнего запорожского казацко-старшинного рода Глуховщины, из которого происходят два запорожских гетмана — Михаил Дорошенко и Пётр Дорошенко. Учился на историко-филологических факультетах Варшавского, Санкт-Петербургского и Киевского университетов.
Активно занимался публицистикой. С 1897 года сотрудничал с политическими издательствами Галиции, в 1905—1907 годах — с газетами и журналами национально-демократического направления на Надднепрянской Украине — «Рада», «Украинский вестник», «Украинская жизнь».
В 1903 году возглавлял украинскую студенческую общину в Петербурге. Очень рано начал политическую деятельность, сначала как член РУП, а затем — ТУП.
Некоторое время после окончания университета работал учителем в средних школах Киева и Екатеринослава. В 1910—1914 годах — редактор журнала «Днепровы хвыли» в Екатеринославе.
Во время Первой мировой войны был избран уполномоченным Всероссийского союза городов на Юго-Западном фронте (с 1915 года), возглавлял отделение помощи украинцам на занятых русскими войсками территориях Галиции и Буковины.

### Начало Украинской революции
В марте 1917 года Дорошенко, после реорганизации ТУП в Союз Украинских Автономистов-Федералистов (с июня 1917 года — УПСФ), становится членом этой организации. С мая 1917 года входил в состав Центральной Рады. 22 апреля был назначен Временным правительством краевым комиссаром Галиции и Буковины с правами генерал-губернатора. После отступления 2 августа 1917 года российских войск из Галиции вернулся в Киев. В конце августа 1917 года ему предложили сформировать новый состав Генерального секретариата Центральной Рады. Но, учитывая его расхождения во взглядах с Михаилом Грушевским, Дорошенко отказывается от предложения. Вскоре был избран губернским комиссаром Черниговщины и находился на этой должности до конца 1917 года.

### Работа в правительстве Украинской Державы
Весной 1918 года выехал в Галицию. После прихода к власти Павла Скоропадского вернулся в Киев. 20 мая 1918 года возглавил Министерство иностранных дел Украинской Державы.
Во время руководства внешнеполитическим ведомством были открыты дипломатические представительства Украины в Румынии, Польше, Швейцарии и Финляндии. В июле — августе 1918 года при активном содействии Дорошенко произошла ратификация Брестского мирного договора между Украиной и Центральными державами (кроме Австро-Венгрии). В середине августа 1918 года Дорошенко провёл ряд мероприятий по экономической блокаде Крыма, который украинское правительство желало присоединить к Украинской Державе. Дмитрий Дорошенко часто выступал посредником в поисках согласия между Павлом Скоропадским и украинскими националистами в вопросах формирования украинского правительства на национальной основе. В октябре 1918 года пытался вступить в дипломатические переговоры с дипломатами стран Антанты в Берне.
После падения Гетманата работал приват-доцентом Каменец-Подольского университета.

### Эмиграция
С 1919 г. — в эмиграции. В 1920 г. вместе с В. Липинским и С. Шеметом принимал участие в создании объединения украинских монархистов — Украинский Союз хлеборобов-державников.
Также был организатором и сотрудником украинских научных структур:
- 1921—1951 гг. — профессор кафедры истории УСУ (Прага, затем Мюнхен)
- 1926 −1931 гг. — возглавлял УНИ (Берлин)
- 1945—1951 гг. — первый президент УСАН (Мюнхен)

В 2013 году при поддержке Музея гетманства был создан «Гетманский фонд Петра Дорошенко». Фонд осуществляет исследования деятельности гетманов Украины Михаила и Петра Дорошенко, распространение информации о них, исследования родословной Дорошенко.

## Научная деятельность
В 1921—1951 годах — профессор кафедры истории Украинского свободного университета в Вене, Праге и Мюнхене.
Дмитрий Дорошенко возглавлял Украинский научный институт в Берлине (1926—1931), Украинскую свободную академию наук (1945—1951). По определению Александра Оглоблина, Дмитрий Дорошенко был первым украинским историком, давшим научный обзор истории Украины как процесса развития украинской государственности.
Дорошенко автор около 1 тысячи работ по истории Украины, истории культуры и церкви в Украине.

## Труды
- Указатель источников для ознакомления с Южной Русью. СПб.: Тип. Училища глухонемых, 1904.
- Оповідання про Ирландію. Київ: Просвіта, 1907.
- Об архивах Екатеринославской губернии. Екатеринослав: Б. и., 1914.
- З минулого Катеринославщини. Катеринослав: Просвіта, 1918.
- По рідному краю. Київ: Благодійне т-во, 1919.
- Огляд української історіографії. Прага: Український університет в Празі, 1923 (перевидання — Київ, 1996).
- Славянський світ в його минулому й сучасному. Берлін: Українське слово, 1923.
- Князь М. Репін і Д. Бантыш-Каменський // Праці Українського вищого педагогичного інституту ім. Михайла Драгоманова. Т. 1. Прага, 1929. С. 90-108.
- Нарис історії України. Тт. 1-2. Варшава, 1932—1933 (перевидання — Київ, 1992)
- Історія України 1917—1923. Тт. 1-2. Ужгород, 1930, 1932 (неодноразово перевиданна, див., напр., Winnipeg, 1973—1974).
- Taras Shevchenko, bard of Ukraine. New York, 1936.
- Die Ukraine und das Reich. Neun Jahrhunderte deutsch-ukrainischer Beziehungen im Spiegel der deutschen Wissenschaft und Literatur. Leipzig, 1941.
- Мої спомини про давнє-минуле (1901—1914 роки). — Винипеґ : Накладом Вид. Спілки Тризуб, 1949. — 167 с.
- Монографии про Н. И. Костомарова, П. А. Кулиша, В. Б. Антоновича, П. Д. Дорошенко

Полный перечень работ Д. И. Дорошенко см.: Бібліографія праць Д. Дорошенка за 1899—1942 роки. Прага: Тищенко, 1942.